# Třebíčský Zvonek

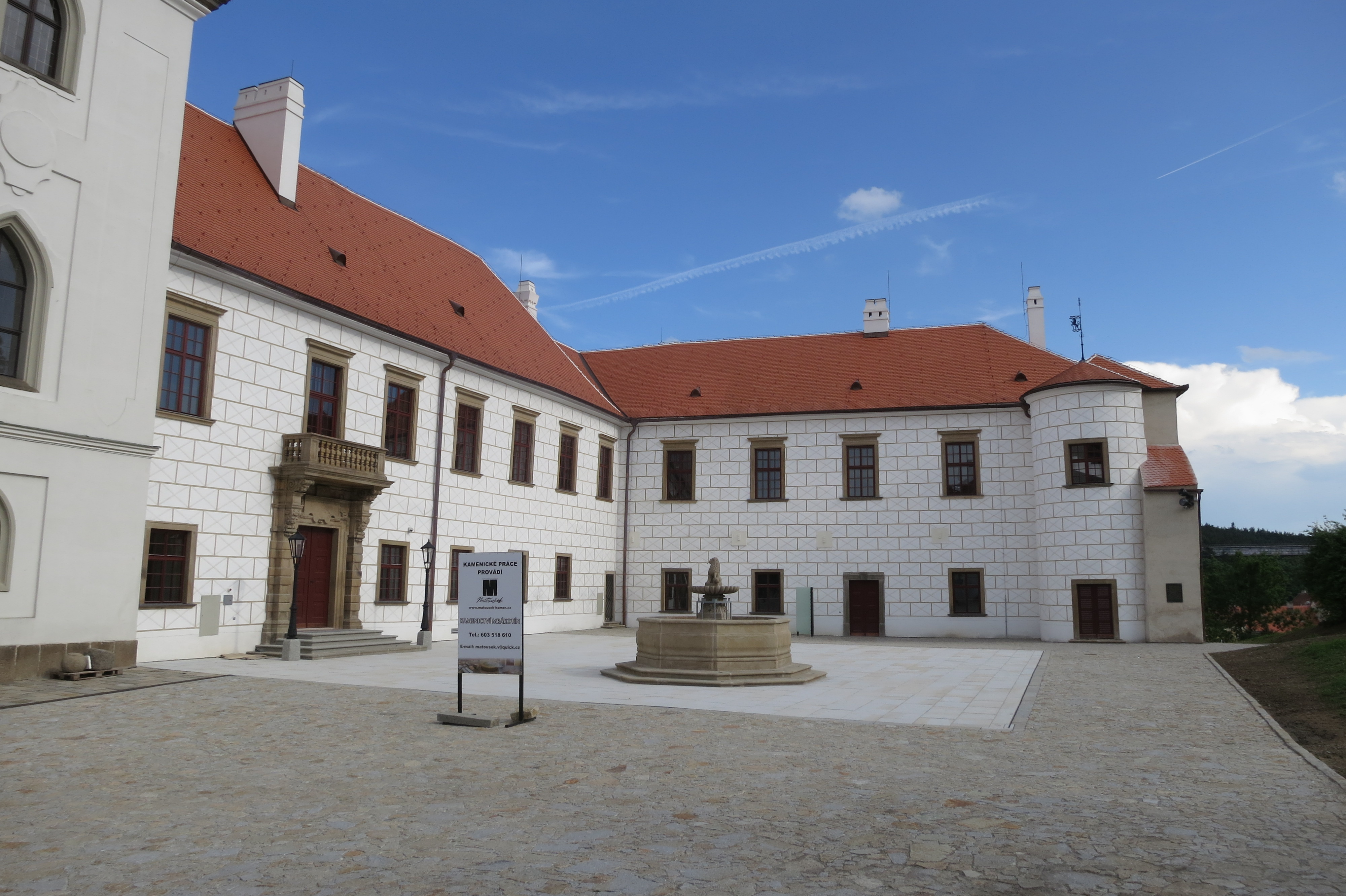
Nádvoří třebíčského zámku.

Třebíčský zvonek byl třebíčský letní festival etnické hudby, který se konal v letech 2001 až 2006 na přelomu června a července na nádvoří třebíčského zámku.

## Umělci na festivalu
- Čankišou – brněnská hudební skupina hrající world music[1]
- Jan Nedvěd – folkový zpěvák[1]
- United Flavour – zambijsko-španělsko-česká hudební skupina hrající reggae, hip-hop, soul, latino
- Dubioza kolektiv – hudební skupina z Bosny hrající reggae a ska
- Létající koberec – hudební skupina hrající reggae
- Al-Yaman – pražská hudební skupina se zpěvačkou z Jemenu
- Son de Cuba – kubánská hudební skupina hrající salsu a latino
- Gulo čar – brněnská romská skupina s původem v tzv. Bronxu (brněnské Zábrdovice a ulice Bratislavská)[1]